# Zgromadzenie Sióstr Mariawitek
Katolickie Zgromadzenie Sióstr Mariawitek Nieustającej Adoracji Ubłagania, Mariawitki – wspólnota kapłanek założona ok. 1930 przez arcybiskupa Jana M. Michała Kowalskiego uznawanego w Kościele Katolickim Mariawitów za świętego. 
Przełożoną zgromadzenia jest s. biskupka Damiana Maria Beatrycze Szulgowicz, zwierzchnik Kościoła Katolickiego Mariawitów w RP.

## Charakterystyka
Katolicki Zakon Sióstr Mariawitek jest niezwykle specyficznym zgromadzeniem zakonnym, o czym świadczy jego historia, tradycje i reguła zakonna. Zwierzchnik Kościoła Mariawitów, abp Jan Maria Michał Kowalski wprowadził reformy będące rozwinięciem myśli teologicznej św. Marii Franciszki Kozłowskiej, takie jak zniesienie celibatu księży oraz wprowadzenie małżeństw osób duchownych (1922–1924), czy kapłaństwa kobiet („kapłanek Nowej Linii Aarona”) (1929). Po 1930 r. reformy te spotkały się z oporem części duchownych, co zaowocowało ich buntem wobec arcybiskupa Kowalskiego. Zwolennicy pełnoprawnego zwierzchnika zostali siłą przeniesieni do Felicjanowa tworząc Kościół Katolicki Mariawitów, natomiast zwolennicy biskupa Klemensa Marii Filipa Feldmana pozostali w Płocku pod nazwą Kościół Starokatolicki Mariawitów.
W Płocku w Kościele Starokatolickim Mariawitów swoją siedzibę miało Starokatolickie Zgromadzenie Sióstr Mariawitek (w tym Zgromadzeniu jest obecnie 1 siostra, pełniąca posługę w Paryżu).

## Przełożone Zgromadzenia
- 1935–1946 – arcykapłanka Antonina Maria Izabela Wiłucka-Kowalska
- 1946–1995 – biskupka Stanisława Maria Dilekta Rasztawicka
- od 1995 – biskupka Damiana Maria Beatrycze Szulgowicz